# Frango tikka masala
Frango tikka masala é um prato de pedaços de frango assado marinado (frango tikka) em um molho curry temperado. O molho é geralmente cremoso e de cor alaranjada. Existem várias reivindicações para seu lugar de origem, incluindo a região do Panjabe, do subcontinente indiano ou Glasgow, na Escócia. Ele está entre os pratos mais populares do Reino Unido, o que levou um ministro do governo, Robin Cook, a dizer em 2001 que o frango tikka masala era "um verdadeiro prato nacional britânico".

## Composição
Frango tikka masala consiste em frango tikka (pedaços de frango marinados em especiarias e iogurte) assado em um forno tandoor e servido com um molho de masala (mistura de especiarias). Um molho de tomate com coentro é geralmente usado, mas não há uma receita padrão de frango tikka masala; uma pesquisa revelou que em 48 receitas diferentes, o único ingrediente comum era o frango. O molho normalmente inclui tomates (frequentemente como purê), nata, creme de coco e especiarias. Temperos como açafrão, pimentão, purê de tomate ou corante podem ser usados para dar a cor laranja ao molho e/ou pedaços de frango.

## Variantes
Outros pratos tikka masala podem substituir o frango com cordeiro, peixe, ou paneer.

## Origem
A origem do prato é disputada.
Rahul Verma, um crítico gastronômico que escreve para O Hindu, disse que provou o prato em 1971, e que suas origens estavam no Panjabe. Ele disse: "este é basicamente um prato Panjabe com menos de 40-50 anos e deve ser uma descoberta acidental que teve improvisações periódicas".
Outra explicação é que ele se originou em um restaurante indiano em Glasgow, na Escócia, provavelmente da comunidade bangladesa que comandava a maioria dos restaurantes indianos no Reino Unido.
Em julho de 2009 o então membro do parlamento britânico Mohammad Sarwar apresentou uma proposta na câmara dos deputados pedindo que o parlamento apoiasse uma campanha para que o frango tikka masala recebesse o status de produto alimentício típico de Glasgow na União Europeia. O movimento não foi escolhido para debate, e Sarwar não falou sobre este assunto no Parlamento.
Historiadores de comida étnica, Peter e Colleen Grove discutiram várias declarações de origem do frango tikka masala, concluindo que o prato "foi certamente inventado na Grã-Bretanha, provavelmente, por um chef bangladês".

## Popularidade
Em 2001, o secretário do exterior britânico Robin Cook mencionou o prato em um discurso aclamando os benefícios do multiculturalismo na Grã-Bretanha, declarando:
Frango tikka masala é agora um verdadeiro prato nacional britânico, não apenas por ser o mais popular, mas também por ser uma ilustração perfeita da maneira que a Grã-Bretanha absorve e adapta influências externas. Frango tikka é um prato indiano. O molho masala foi adicionado para satisfazer o desejo do povo britânico de ter sua carne servida em molho."
Frango tikka masala é servido em restaurantes de todo o mundo, incluindo restaurantes indianos na Grã-Bretanha e América do Norte. Em 2012 um levantamento de 2.000 pessoas na Grã-Bretanha, afirmou que é o segundo prato estrangeiro mais popular para cozinhar, depois de stir-fry's chineses.